# Kurtensiefen

Blick aus westlicher Richtung auf Kurtensiefen

Kurtensiefen im Oberbergischen Kreis ist eine von 51 Ortschaften der Stadt Wiehl im Regierungsbezirk Köln in Nordrhein-Westfalen. 

## Lage und Beschreibung
Der Ort liegt zwischen den  Orten Vollmerhausen (Stadt Gummersbach) im Norden und Alferzhagen im Osten und ist in Luftlinie rund 7 km nördlich vom Stadtzentrum von Wiehl entfernt. Kurtensiefen liegt nördlich der Bundesautobahn 4.

## Nennungen
Ca. 1519 wurde der Ort das erste Mal urkundlich erwähnt und zwar "Bei Verhandlungen zwischen Berg und Sayn-Wittgenstein wird Kurtensieffen genannt." 
In den Futterhaferzetteln der Herrschaft Homburg von 1580 werden als Abgabepflichtige 1 Wittensteinischer und 2 Bergische Untertanen gezählt.
Schreibweise der Erstnennung: Kurtensieffen (Bezeichnung für die Lage im Gelände: kurzer Siefen)

## Freizeit
Durch Kurtensiefen führt der Historische Wanderweg X 44 von Gummersbach nach Hennef (Sieg),

## Literatur

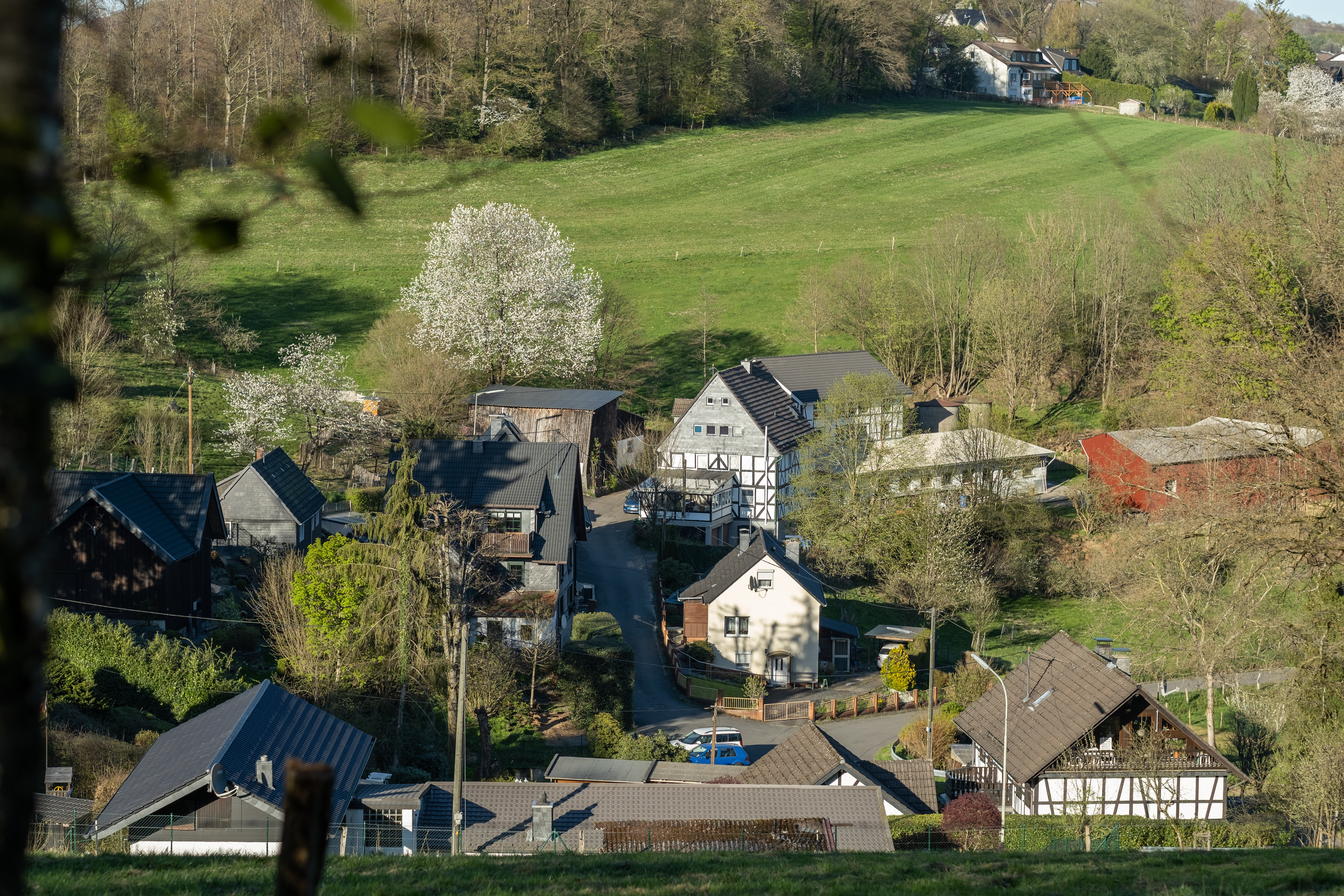
Blick aus westlicher Richtung auf Kurtensiefen